# Epidermale groeifactor-achtig domein

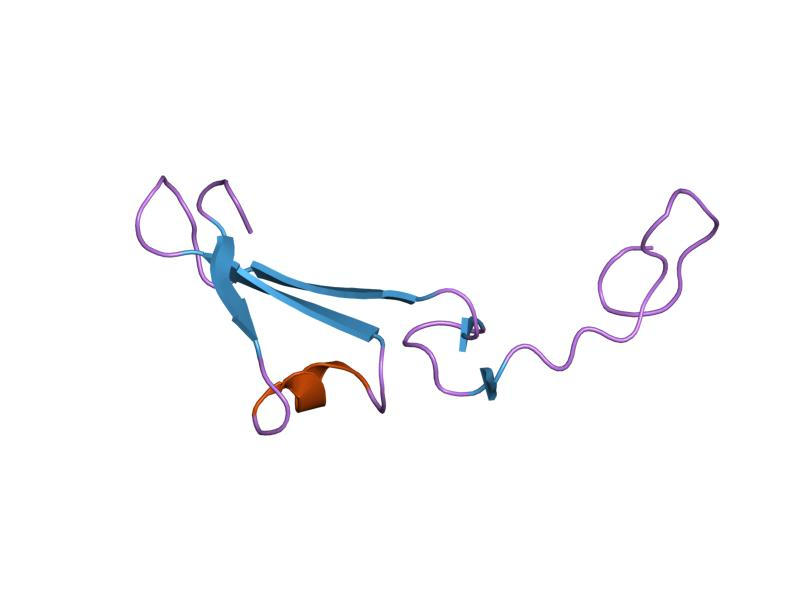
Structuur van het epidermale groeifactor-achtig domein van neureguline 1.

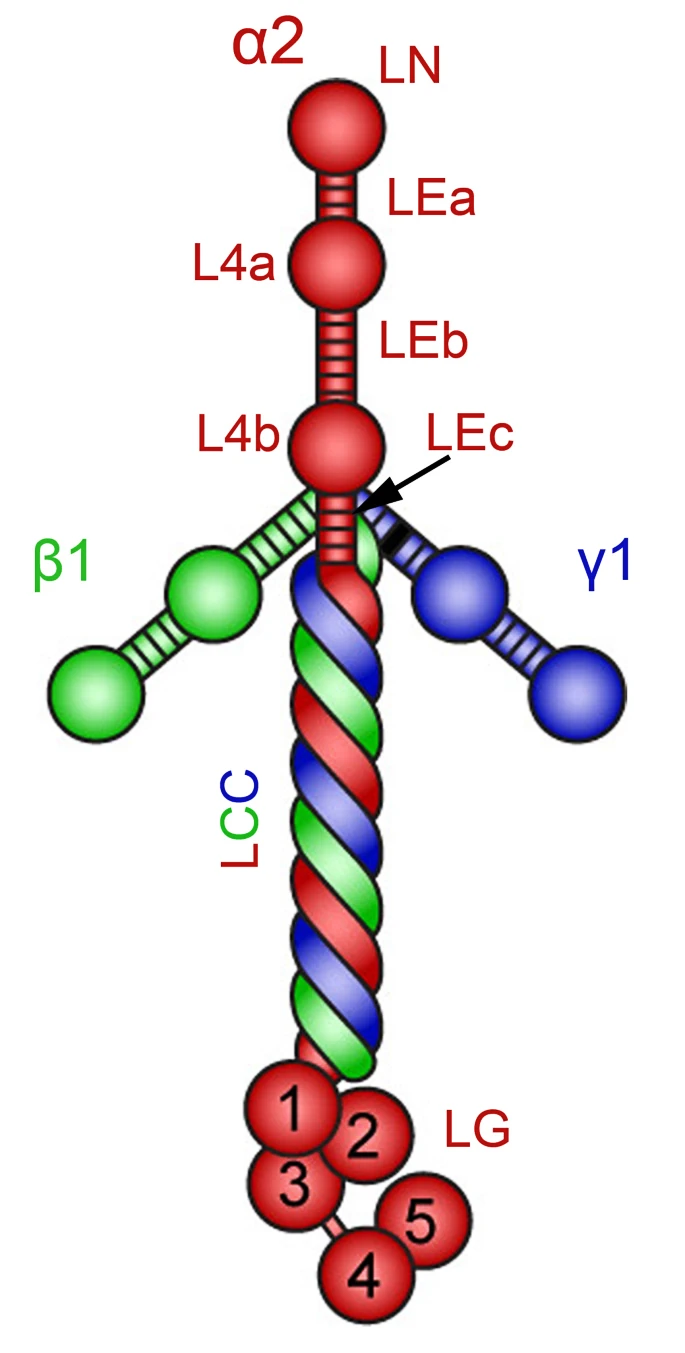
Laminine-211. LE: laminine-type epidermale groeifactor-achtig domein.

Het epidermale groeifactor-achtig domein (EGF-achtig domein) is een evolutionair geconserveerd eiwitdomein, dat zijn naam ontleent aan de epidermale groeifactor waar het voor het eerst werd beschreven. Het omvat ongeveer 30 tot 40 aminozuren en is aangetroffen in een groot aantal voornamelijk dierlijke eiwitten. De meeste epidermale groeifactor-achtig domeinen worden aangetroffen in het extracellulaire domein van membraangebonden eiwitten of in eiwitten waarvan bekend is dat ze worden afgescheiden. Een uitzondering hierop is het cyclo-oxygenase. Het EGF-achtige domein omvat 6 cysteïneresiduen waarvan is aangetoond dat ze in de epidermale groeifactor 3 zwavelbruggen vormen. De structuren van 4-zwavelbrug EGF-domeinen zijn ontraadseld uit de laminine- en integrine-eiwitten. De hoofdstructuur van EGF-achtige domeinen is een tweestrengs β-sheet gevolgd door een lus naar een korte C-terminus, tweestrengs β-sheet. Deze twee β-sheets worden gewoonlijk aangeduid als de grote (N-terminus) en kleine (C-terminus) sheets. EGF-achtige domeinen komen vaak voor in talrijke tandemkopieën in eiwitten: deze herhalingen vouwen zich doorgaans samen om een enkel, lineair solenoid proteïne domeinblok (ofwel blok met tandemherhalingen van eiwitdomeinen) te vormen als een functionele eenheid.

## Rol in het immuunsysteem en bij apoptose
Selectinen, een groep eiwitten die betrokken zijn bij het brengen van leukocyten naar een bron van ontsteking, bevatten een EGF-achtig domein samen met een lectinedomein en korte complementcontrole-eiwitmodulen (CCP's). De functies van het EGF-achtige domein variëren tussen verschillende selectinetypen. Kansas en collega's konden aantonen dat het EGF-achtige domein niet vereist is voor maximale celadhesie in L-selectine (tot expressie gebracht op lymfocyten). Het is echter betrokken bij zowel ligandherkenning als adhesie in P-selectine (tot expressie gebracht op bloedplaatjes) en kan ook betrokken zijn bij eiwit-eiwitinteracties. Er is gesuggereerd dat de interacties tussen lectinedomeinen en koolhydraatliganden calciumafhankelijk zouden kunnen zijn.
Onrijpe menselijke dendritische cellen lijken interacties met de EGF-achtige domeinen van selectinen nodig te hebben tijdens hun rijpingsproces. Het blokkeren van deze interactie met monoklonale anti-EGF-achtige domeinantilichamen voorkomt de rijping van dendritische cellen. De onrijpe cellen activeren T-cellen niet en produceren minder interleukine 12 dan wildtype dendritische cellen.
Phan et al. konden aantonen dat de kunstmatige insertie van een N-glycosyleringsplaats in de EGF-achtige domeinen in P- en L-selectinen de affiniteiten van selectinen voor hun liganden verhoogde en leidde tot langzamer bewegen. Daarom lijken EGF-achtige domeinen een cruciale rol te spelen in leukocytbewegingen richting ontstekingsstimuli.
Het EGF-achtige domein is ook onderdeel van lamininen, een belangrijke groep extracellulaire eiwitten. De EGF-achtige domeinen worden gewoonlijk gemaskeerd in intacte celmembranen, maar worden blootgesteld wanneer het membraan wordt vernietigd, bijvoorbeeld tijdens ontsteking, waardoor de membraangroei wordt gestimuleerd en beschadigde membraandelen worden hersteld.
Bovendien is aangetoond dat de EGF-achtige domeinrepetities van het stabiline-2-domein specifiek apoptotische cellen herkennen en binden, waarschijnlijk door herkenning van fosfatidylserine, een apoptotische celmarker ("eet me-signaal"). Park et al. hebben verder aangetoond dat de domeinen in staat zijn om de herkenning van apoptotische cellen door macrofagen competitief te belemmeren.
Concluderend lijkt het EGF-achtige domein een cruciale rol te spelen bij immuunreacties en bij het verwijderen van dode cellen in het organisme.

## Subtypen
Ondanks de overeenkomsten van EGF-achtige domeinen, zijn er verschillende domeinsubtypen geïdentificeerd. De twee belangrijkste voorgestelde typen EGF-achtige domeinen zijn het humane EGF-achtige (hEGF) domein en het complement C1r-achtige (cEGF) domein, dat voor het eerst werd geïdentificeerd in het humane complementprotease C1r. C1r is een zeer specifiek serineprotease dat het klassieke pad van complementactivering tijdens immuunrespons initieert. Zowel de hEGF- als de cEGF-achtige domeinen bevatten drie zwavelbruggen en zijn afkomstig van een gemeenschappelijke voorouder met vier zwavelbruggen, waarvan er één verloren is gegaan tijdens de evolutie. Bovendien kunnen cEGF-achtige domeinen worden onderverdeeld in twee subtypen (1 en 2), terwijl alle hEGF-achtige domeinen tot één subtype behoren.
De differentiatie van cEGF-achtige en hEGF-achtige domeinen en hun subtypen is gebaseerd op structurele kenmerken en de connectiviteit van hun zwavelbruggen. cEGF- en hEGF-achtige domeinen hebben een aparte vorm en oriëntatie van de kleine β-sheet en één C-terminus halfcystine (geoxideerde cysteïne) heeft een andere positie. De verloren cysteïnen van de gemeenschappelijke voorouder verschillen tussen cEGF- en hEGF-achtige domeinen en daarom verschillen deze typen in hun zwavelbruggen. De differentiatie van cEGF in subtype 1 en 2, die waarschijnlijk plaatsvond na de afsplitsing van hEGF, is gebaseerd op verschillende residunummers tussen de verschillende halfcystines. Een N-terminus gelegen calciumbindingsmotief kan worden gevonden in zowel hEGF- als cEGF-achtige domeinen en is daarom niet geschikt om ze uit elkaar te houden.
hEGF- en cEGF-achtige domeinen bevatten ook posttranslationele modificaties, die vaak ongebruikelijk zijn en verschillen tussen hEGF- en cEGF-achtige domeinen. Deze posttranslationele modificaties omvatten O-glycosyleringen, voornamelijk O-fucosemodificaties en β-hydroxylering van aspartaat- en asparagineresiduen. O-fucosemodificaties zijn alleen gevonden in hEGF-achtige domeinen en ze zijn belangrijk voor de juiste vouwing van het hEGF-achtige domein. β-Hydroxylering treedt op in hEGF- en cEGF-achtige domeinen, de eerste is gehydroxyleerd op een asparaginezuur terwijl de laatste is gehydroxyleerd op een asparagineresidu. De biologische rol van deze posttranslationele modificatie is onduidelijk, maar muizen met een knock-out van het aspartyl-β-hydroxylatie-enzym vertonen ontwikkelingsdefecten.
Eiwitten die EGF-achtige domeinen bevatten zijn wijdverbreid en kunnen uitsluitend hEGF- of cEGF-achtig zijn, of een mix van beide bevatten. In veel mitogene en ontwikkelingseiwitten zoals Notch en Delta zijn de EGF-achtige domeinen alleen van het hEGF-type. Andere eiwitten bevatten alleen cEGF, zoals trombomoduline en de LDL-receptor. In gemengde EGF-eiwitten zijn de hEGF- en cEGF-achtige domeinen gegroepeerd, waarbij de hEGF's altijd N-terminaal van de cEGF's zijn. Dergelijke eiwitten zijn betrokken bij bloedstolling of zijn componenten van de extracellulaire matrix, zoals fibrilline en LTBP-1 (latent-transforming growth factor beta-binding protein 1). Naast de eerder genoemde hEGF- en cEGF-achtige typen met drie zwavelbruggen, zijn er eiwitten met EGF-achtig domeinen met vier-zwavelbruggen, zoals laminine en integrine.
De twee belangrijkste EGF-achtige domeinsubtypen hEGF en cEGF zijn niet alleen verschillend in hun structuur en conformatie, maar hebben ook verschillende functies. Deze hypothese wordt onderbouwd door onderzoek naar LTBP-1. LTBP-1 verankert de transforming growth factor β (TGF-β) aan de extracellulaire matrix. hEGF-achtige domeinen spelen een rol bij het richten van de LTBP-1/TGF-β-vorming op de extracellulaire matrix. Eenmaal gehecht aan de extracellulaire matrix, splitst TGF-β van hEGF-subeenheden af om de daaropvolgende activering mogelijk te maken. cEGF-achtige domeinen lijken een niet-specifieke rol te spelen bij deze activering door de afsplitsing van LTBP-1 van TGF-β door verschillende proteasen te bevorderen.
Concluderend kunnen subtypen, hoewel verschillende EGF-achtige domeinen gegroepeerd zijn, duidelijk worden onderscheiden door hun sequentie, conformatie en, het allerbelangrijkst, hun functie.

### Samenstelling hEGF-achtige domeinen

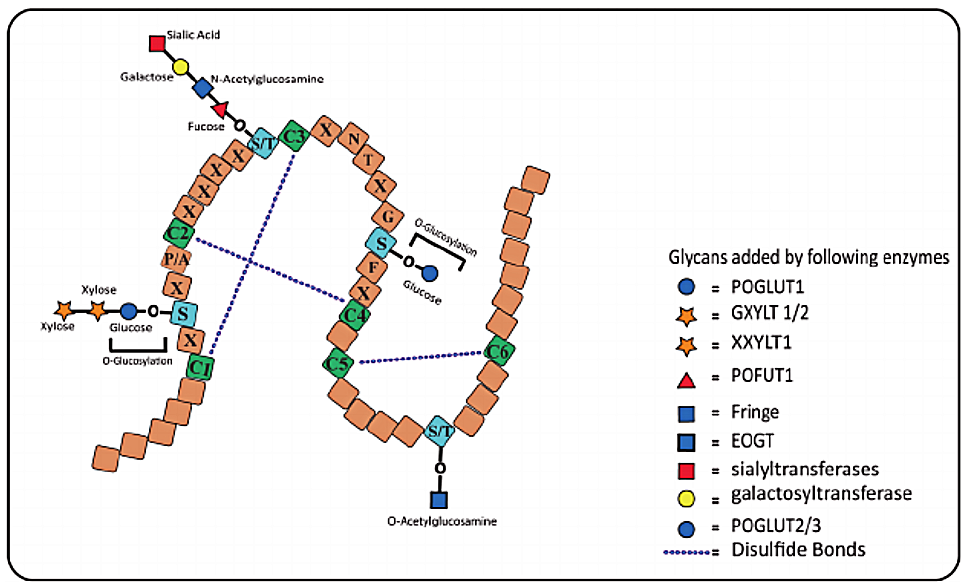
EGF-achtige repetitie in het Notch extracellulair domein en de modificaties ervan. disulfide bonds: zwavelbruggen.

EGF-achtige domeinen van dit type zijn homologen van menselijke EGF. Ze bestaan uit 8 tot 9 aminozuren in hun C-terminus regio, tussen het vijfde en zesde cysteïne. Glycine, met drie residuen C-terminaal ten opzichte van de laatste cysteïne (C6-X-X-G), is sterk geconserveerd en wordt gewoonlijk gevolgd door een geladen aminozuur (R, H, K, D of E). Wat betreft het N-terminale deel van het domein bevat de sequentie tussen de tweede en derde cysteïne ten minste vier residuen: het tweede N-terminale residu is een glycine of een alanine, terwijl het derde N-terminus residu een glycine, een asparaginezuur of een glutamine is. In sommige gevallen is een gehydroxyleerd residu zoals serine of threonine aanwezig op de N-terminale positie van de derde cysteïne, in de sequentie C2-X-X-(G/D/Q)-(G/A)-(X/S /T)-C3 (zie voor codering primaire structuur (eiwitten)).

### Samenstelling cEGF-achtige domeinen
cEGF-achtige domeinen bestaan uit 10 tot 13 aminozuren tussen het vijfde en zesde cysteïne. In tegenstelling tot hEGF-achtige domeinen is het derde residu N-terminaal van het zesde cysteïne een groot residu (L, M, V, E of I), meestal een leucine (L).
Binnen de cEGF-achtige domeinen worden sequentievariaties waargenomen tussen het tweede en derde cysteïne, waardoor twee subtypes van cEGF-achtige domeinen kunnen worden geïdentificeerd. Het eerste subtype, cEGF-achtig type 1 genoemd, heeft ten minste 4 residuen tussen het tweede en derde cysteïne, waarbij het tweede residu N-terminaal van het derde cysteïne gewoonlijk een glycine (G) is, vergelijkbaar met de hEGF-achtige domeinen. Bij subtype 2 bestaat de sequentie doorgaans uit 3 residuen en is de glycine (G) vervangen door een groot residu (L, M, V, E of I).

## Calciumbindend EGF-achtige domein
Calciumbindende EGF-achtige domeinen (cbEGF-achtige domeinen) spelen een cruciale rol bij ziekten zoals het syndroom van Marfan of de X-chromosoomgebonden hemorragische stoornis hemofilie B en behoren tot de meest voorkomende extracellulaire calciumbindende domeinen. Belangrijk is dat cbEGF-achtige domeinen specifieke functies verlenen aan een verscheidenheid aan eiwitten in de bloedstollingscascade. Voorbeelden zijn de stollingsfactoren VII, IX en X, proteïne C en zijn cofactor proteïne S.
Calciumbindende EGF-achtige domeinen bestaan doorgaans uit 45 aminozuren, gerangschikt als twee antiparallelle β-sheets. Verschillende cysteïneresiduen binnen deze sequentie vormen zwavelbruggen.
cbEGF-achtige domeinen vertonen geen significante structurele afwijkingen van EGF-achtige domeinen; zoals de naam al doet vermoeden, binden cbEGF-achtige domeinen echter één enkel calciumion. De bindingsaffiniteit voor calcium varieert sterk en is vaak afhankelijk van aangrenzende domeinen. Het consensusmotief voor calciumbinding is Asp-Leu/Ile-Asp-Gln-Cys. Coördinatie van calcium correleert sterk met een ongebruikelijke posttranslationele modificatie van cbEGF-achtige domeinen: ofwel een asparagine of aspartaat wordt bèta-gehydroxyleerd, wat respectievelijk leidt tot erythro-bèta-hydroxyasparagine (Hyn) of erythro-bèta-hydroxyasparaginezuur (Hya). Hya kan worden gevonden in de N-terminus cbEGF-module (zie hieronder) van factoren IX, X en proteïne C. De Hyn-modificatie lijkt meer voor te komen dan Hya en is aangetoond voor te komen in fibrilline-1, een extracellulair matrixproteïne. Beide modificaties worden gekatalyseerd door de dioxygenase Asp/Asn-bèta-hydroxylase, en zijn uniek voor EGF-domeinen in eukaryoten.
Er zijn verdere posttranslationele modificaties gerapporteerd. Glycosylering in de vorm van O-gekoppelde di- of trisacchariden kan optreden bij een serineresidu tussen de eerste twee cysteïnen van bloedstollingsfactoren VII en IX. Factor VII exhibits an O-linked fucose at Ser60. Factor VII vertoont een O-gekoppelde fucose bij Ser60.
Meerdere cbEGF-domeinen worden vaak verbonden door één of twee aminozuren om grotere, repetitieve reeksen te vormen, hier aangeduid als 'cbEGF-modules'. In de bloedstollingscascade bevatten stollingsfactoren VII, IX en X en proteïne C een tandem van twee cbEGF-modules, terwijl proteïne S er vier heeft. Indrukwekkend genoeg zijn in fibrilline-1 en fibrilline-2 43 cbEGF-modules gevonden. De modulariteit van deze eiwitten voegt complexiteit toe aan de interactie tussen eiwitten, maar ook tussen modules. In factoren VII, IX en X worden de twee cbEGF-modules voorafgegaan door een N-terminus gamma-carboxyglutaminezuur (Gla) bevattende module (de Gla-module). In vitro-onderzoeken naar de Gla-cbEGF-tandem geïsoleerd uit stollingsfactor X lieten een Kd-waarde (dissociatie-constante) van 0,1 mM zien voor calciumbinding, waarbij de vrije calciumconcentraties in het bloedplasma ongeveer 1,2 mM bedroegen. Verrassend genoeg vertoont de cbEGF-module bij afwezigheid van de Gla-module een Kd-waarde van 2,2 mM voor calcium. De aanwezigheid van de Gla-module verhoogt dus de calciumaffiniteit met een factor 20. Op dezelfde manier worden de activiteit van Gla- en serineproteasemodules gemodificeerd door de cbEGF-modules. Bij afwezigheid van calcium zijn de Gla- en cbEGF-modules zeer mobiel. Omdat de cbEGF-module echter met calcium is verbonden, wordt de beweging van de Gla-module aanzienlijk beperkt, omdat de cbEGF-module nu een conformatie aanneemt die de aangrenzende Gla-module in een vaste positie vastzet. Daarom induceert calciumcoördinatie conformationele veranderingen die op hun beurt de enzymatische activiteit kunnen moduleren. De dissociatie-constante is de evenwichtsconstante, behorend bij een bepaald D.-evenwicht en geeft de verhouding aan tussen het product van de concentraties van de gesplitste moleculen en de concentratie van de ongesplitste moleculen.
Een verstoorde coördinatie van calcium kan leiden tot ernstige aandoeningen. Een gebrekkige calciumbinding aan stollingsfactor IX draagt bij aan de ontwikkeling van hemofilie B. Personen met deze erfelijke aandoening hebben de neiging om bloedingen te ontwikkelen, wat mogelijk kan leiden tot levensbedreigende aandoeningen. De oorzaak van hemofilie B is een verminderde activiteit of een tekort aan bloedstollingsfactor IX. Men denkt dat puntmutaties die resulteren in een verminderde affiniteit van stollingsfactor IX voor calcium, een rol spelen bij deze bloedingsstoornis. Op moleculair niveau lijkt het erop dat hemofilie B het gevolg kan zijn van een verminderd vermogen om de Gla-module efficiënt te lokaliseren, aangezien dit gewoonlijk optreedt na calciumcoördinatie door de cbEGF-module in volledig functionele stollingsfactor IX. Men denkt dat dit defect de biologische functie van stollingsfactor IX aantast. Een soortgelijk probleem doet zich voor bij patiënten met hemofilie B en die een mutatie (Glu78Lys) in stollingsfactor IX dragen die de interactie van de twee cbEGF-modules met elkaar verhindert. Omgekeerd komt bij gezonde individuen Glu78 in de eerste cbEGF-module in contact met Arg94 in de tweede cbEGF-module en brengt daardoor beide modules op één lijn.  Interacties tussen domeinen (deels gefaciliteerd door calciumcoördinatie) zijn dus cruciaal voor de katalytische activiteit van eiwitten die betrokken zijn bij de bloedstollingscascade.